# Barrett M95
El Barrett M95 es un fusil de francotirador que dispara el cartucho 12,7 x 99 OTAN (.50 BMG) y es fabricado por la Barrett Firearms Company.

## Descripción
El M95 es una versión mejorada del anterior Barrett M90. Es un fusil de cerrojo con diseño bullpup. La principal diferencia entre el M95 y M90 es que el pistolete y el gatillo se han movido hacia adelante 25 mm (1 pulgada) para una mejor extracción del cargador. Además, la manija del cerrojo fue rediseñada y se ha inclinado hacia abajo y hacia atrás. La recámara ha sido cromada, además de tener algunos cambios menores en el gatillo y el percutor.

## XM107
En 1999, el M95 ganó una competición militar para convertirse en el nuevo XM107. Una pequeña cantidad fue adquirida por el Ejército de los Estados Unidos para pruebas, pero al final, fue escogido el M82. La página web de la Barrett anuncia que el M95 es utilizado para aplicaciones militares y policiales en otros 15 países por lo menos.

## Usuarios
- Argentina: Utilizado por el Ejército Argentino, la infantería de marina de la Armada Argentina y la Gendarmería Nacional Argentina.
- Austria: Grupo especial Jagdkommando del Ejército Austríaco.[1]
- Dinamarca[2]
- España: Armada Española y Ejército.[3]
- Filipinas: Adoptado por el cuerpo de marines.[4] Los fusiles fueron comprados en 1998.[5]
- Finlandia
- Grecia[6]
- Georgia: Utilizado por las Fuerzas Armadas de Georgia y la Brigada de Fuerzas Especiales.[7]
- Italia: empleado por el 9.º Regimiento de Asalto Paracaidista "Col. Moschin".[8]
- Jordania: Empleado por las Fuerzas de Operaciones Especiales de Jordania.[9]
- Malasia: Utilizado por el Grup Gerak Khas del Ejército Malayo.[10]
- Países Bajos: Cuerpo de marines y ejército.
- Tailandia: Empleado por los SEAL de la Real Armada Tailandesa.
- Turquía: Utilizado por Grupo Comando Ofensivo Submarino.